# Claudine Gay

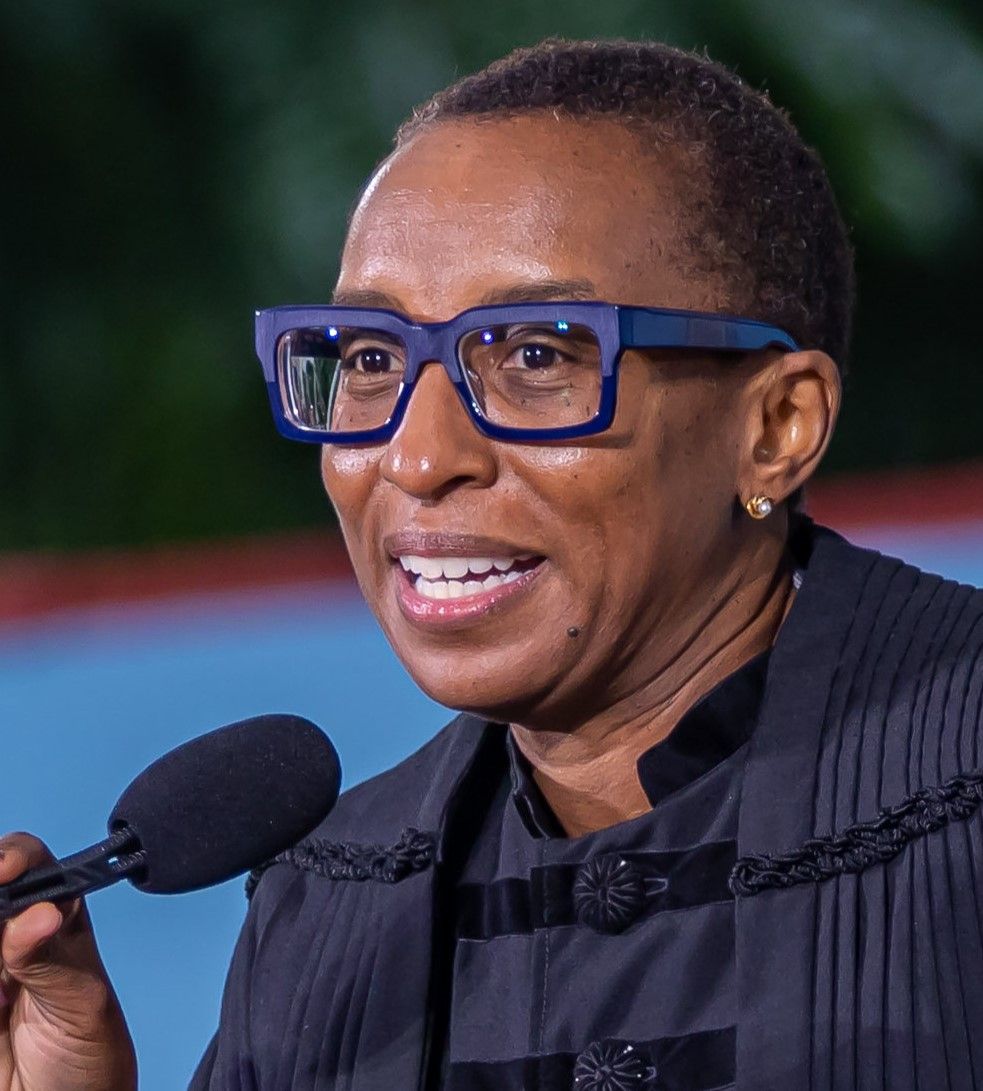
Claudine Gay (2023)

Claudine Gay (* 1970 in New York City) ist eine US-amerikanische Politikwissenschaftlerin und war von Juli 2023 bis zum 2. Januar 2024 Präsidentin der Harvard University. Dort war sie zuvor seit 2006 als Professorin für Regierungslehre sowie für Afrikanische und Afroamerikanische Studien tätig und stand von 2018 bis 2023 als Dean der Faculty of Arts and Sciences vor.

## Werdegang
Claudine Gay stammt aus einer wohlhabenden Familie auf Haiti, ihre Eltern, ein Bauingenieur und eine Krankenschwester, lernten sich beim Studium in New York kennen. Sie wuchs zunächst in New York sowie zeitweise in Saudi-Arabien auf, als ihr Vater für das United States Army Corps of Engineers dort tätig war. Anschließend besuchte sie bis 1988 die Phillips Exeter Academy.
Sie erlangte 1992 einen Bachelorabschluss in Wirtschaftswissenschaften an der Stanford University und nahm danach an der Harvard University ein Promotionsstudium in Politikwissenschaft auf. 1996 war Gay zudem als Fellow an der Brookings Institution. Mit ihrer Dissertation Taking Charge: Black Electoral Success and the Redefinition of American Politics wurde sie 1998 in Harvard promoviert. 
Anschließend war sie 1999 zunächst als Visiting Fellow am Public Policy Institute of California. Ab 2000 war Gay an der Stanford University Assistant Professor am Department of Political Science und wurde dort 2005 auf eine Stelle als Associate Professor befördert. Von 2003 bis 2004 war sie zudem Fellow am Center for Advanced Study in the Behavioral Sciences in Stanford. 
2006 wurde sie auf eine Professur am Department of Government der Harvard University berufen. 2008 erhielt sie zusätzlich eine Professur am dortigen Department of African and African-American Studies. Ab 2015 war Gay in Harvard Dean für Sozialwissenschaften und wurde anschließend 2018 Dean der Faculty of Arts and Sciences, der größten der zehn Fakultäten der Universität. Im Juli 2023 wurde sie die 30. Präsidentin der Universität als Nachfolgerin des zurückgetretenen Lawrence S. Bacow. Am 2. Januar 2024 trat sie aufgrund von Plagiatsvorwürfen, der Untersuchungen gegen Harvard im US-Kongress und des Rückzugs von Spendern zurück. Ihre Amtszeit von nur sechs Monaten und zwei Tagen ist die kürzeste in Harvards Geschichte. Sie war die erste schwarze Person sowie die zweite Frau in diesem Amt. Seit 2022 ist Gay Mitglied der American Academy of Arts and Sciences. Zudem gehört sie unter anderem dem Vorstand des Pew Research Centers an.

## Forschung
In ihrer Forschung beschäftigt sich Gay schwerpunktmäßig mit politischem Verhalten in den Vereinigten Staaten, insbesondere dem Einfluss der ethnischen Gruppenzugehörigkeit auf politische Einstellungen, Partizipation und das Vertrauen in das politische System. Gay hat lediglich elf Fachaufsätze und keine Bücher veröffentlicht. Ihre Gegner warfen ihr daher vor, dass ihre Veröffentlichungen – neben Plagiatsgerüchten – für eine Harvard-Präsidentin zu dünn seien.

## Kongress-Anhörung zu Antisemitismus
Nach dem Terrorangriff der Hamas auf Israel 2023 wurde Gay von vielen kritisiert, so vom ehemaligen Harvard-Präsidenten Larry Summers, weil sie die Anschläge nicht ausreichend verurteilt habe. Am 5. Dezember 2023 wurde sie zusammen mit den Universitätspräsidentinnen Liz Magill (University of Pennsylvania) und Sally Kornbluth (Massachusetts Institute of Technology) zu einer Anhörung vor dem Bildungsausschuss im Kongress vorgeladen. Die Republikaner warfen den Eliteunis vor,  Antisemitismus auf dem Campus zu verharmlosen (2023 United States Congress Hearing on Antisemitism). In der Anhörung antwortete Gay auf die Frage, ob ein „Aufruf zum Völkermord an den Juden“ an ihrer Universität gegen Richtlinien zu Mobbing und Belästigung verstoße: „Das kann sein, abhängig vom Kontext.“ Die Kongressabgeordnete Elise Stefanik, die Gay diese Frage gestellt hatte, forderte danach ihren Rücktritt. Kurz darauf entschuldigte sich Gay für ihre Aussagen im Kongress. Magill, die sich ähnlich geäußert hatte, trat einige Tage später zurück.

## Plagiatsvorwürfe
Die New York Post legte Ende Oktober 2023 der Universität ein Dossier vor, das 27 mögliche Plagiate in Gays akademischen Publikationen enthielt. Drei Tage später drohte eine Anwaltskanzlei im Namen von Gay und Harvard mit einer Klage, wenn die Post diese Anschuldigungen veröffentliche, da die Vorwürfe „nachweisbar falsch“ seien. Später bat Gay dann die Führung Harvards, die Plagiate untersuchen zu lassen – nicht durch das interne Organ, sondern durch externe Experten.
Der konservative Aktivist Christopher Rufo und der Journalist Aaron Sibarium warfen Gay nach der Kongress-Anhörung vor, in ihrer Dissertation und drei weiteren Veröffentlichungen zwischen 1993 und 2017 plagiiert zu haben. Die Führung von Harvard teilte dazu mit, eine unabhängige Überprüfung habe „einige Fälle unzureichender Zitierung“, aber „keinen Verstoß gegen die Forschungsstandards“ festgestellt. Gay kündete außerdem an, sie werde in zwei ihrer Artikel nachträglich bei beanstandeten Passagen Anführungszeichen und Fußnoten mit Zitierungen einfügen. Danach zeigten Kritiker aus Politik und Wissenschaft rund vierzig weitere Fälle von Plagiaten auf, die sich durch ihre Dissertation und rund die Hälfte ihrer elf akademischen Artikel ziehen. Die Hochschule stellte fest, Gay habe „duplizierende Sprache“ verwendet, und Gay wünschte weitere Korrekturen auch an ihrer Dissertation, die intern nicht untersucht worden war.
Darauf wurden Rücktrittsforderungen in Washington Post und New York Times laut. Deren Kommentator, der Linguistik-Professor John McWhorter, räumte zwar ein, viele der angeblichen Plagiate zeugten nur von Unordentlichkeit, wies aber darauf hin, dass sich die Fälle durch das dürftige akademische Werk von Gay zögen und ein Student für jeden einzelnen bestraft werden würde. Harvard wende also zu Unrecht einen doppelten Standard an. Der Bildungsausschuss des Repräsentantenhauses forderte die Führung von Harvard am 20. Dezember 2023 auf, ihm alle Unterlagen zur Untersuchung auszuhändigen. Die Plagiatsvorwürfe gehörten zu den maßgeblichen Gründen für Gays Rücktritt im Januar 2024.

## Familie
Gay ist verheiratet und hat einen Sohn. Eine Cousine ist die Autorin Roxane Gay.